# كاتدرائية جاكرتا
كاتدرائية جاكرتا هي كنيسة رومانية كاثوليكية تقع في مدينة جاكرتا، إندونيسيا.